# 马来西亚印度人
马来西亚印度人，也称印裔马来西亚人，是马来西亚的本地民族之一。
马来西亚印度裔大多是在英属马来亚时期從印度移居马来半岛，这可能是印度人第一波往东南亚迁徙的时期──阿育王对卡林加的南征和之后沙摩陀罗·笈多对东南亚各地的入侵，势力远及爪哇和马来半岛──从此开始，有印度人移居于此。如今，本土印度人已成为马来西亚的第三大族群，人口规模在马来人和馬來西亞華人之后。
马来西亚印度人约占马来西亚人口的7%，总人口约200万。印度裔有大量专业人士，尤其在医学领域表现卓著，超越其人口比例。根据1984年调查，印度裔医疗专业人员占国家人口的38%。尽管如此，印度裔在马来西亚仍然有相当数量的贫穷人口。

## 歷史

### 英國殖民時期
马来西亚印度人大多是1786年至1824年海峡殖民时期，英国征服槟城，马六甲和新加坡，逐步引入印度劳工，当中包括商人，警察，园丘工人和殖民士兵。除此之外，还有大部分印度人因熟练英语，移民到英国殖民地工作。
于19世纪和20世纪初，凱加耐工頭为了招募廉价劳工开拓园丘，大量引进印度人。凱加耐工頭制度于20世纪初废除后，有些印度人还自费进来马来亚。这些移民工人主要是坦米爾人（约80％），其次是泰卢固人，马拉亚利人以及来自印度北部的其他族群。移民工人主要是成年男性，家人留在印度和斯里兰卡。
随着移民流入，独立前的马来亚和新加坡的印度人口大幅增加。早在1901年，海峡殖民地和马来联邦的印度人口约为12万人。到1931年，马来亚和新加坡有64万印度人，当年在雪兰莪州的印度人数甚至超过马来人。
然而，在第二次世界大战期间，许多印度男女作为印度国民军的一部分前往缅甸而估计成千上万人战亡。结果至1957年，印度人口只增至82万人。印度移民是国家在独立之前人口增长的一个主要因素，但随着英国政府机构和公司撤离，公务员和种植业白领阶层也离开，印度人口出现负成长。之后就像马来西亚华人一样，除了出生率降低，一部分人为了寻求更好的教育和经济机会前往新加坡，澳大利亚和英国等国家，导致印度人占马来西亚人口的比例继续下降。 目前在马来西亚的印度人约占马来西亚总人口的7％（约200万人），在新加坡约占9％（45万人）。

### 當代
从20世纪90年代到现在，也有少数印度人到新加坡和马来西亚从事各行各业，包括建筑工程，餐馆，科技，教学和金融。许多印度人在新加坡永久居住，占新加坡人口的近四分之一。非熟练劳动工人主要在印度餐馆工作。 来自印度次大陆的外国人也与当地印度人结成配偶。

## 人口
| 州屬   | 人口A   | 人口A | 人口A   | 人口A |
| 州屬   | 2010    | 2010  | 2015B   | 2015B |
| ------ | ------- | ----- | ------- | ----- |
| 柔佛   | 217,058 | 7.1%  | 230,700 | 7.0%  |
| 吉打   | 136,482 | 7.3%  | 143,200 | 7.2%  |
| 吉兰丹 | 3,849   | 0.3%  | 4,800   | 0.3%  |
| 马六甲 | 49,037  | 6.2%  | 51,400  | 6.2%  |
| 森美兰 | 146,214 | 15.2% | 154,000 | 14.9% |
| 彭亨   | 63,065  | 4.4%  | 66,300  | 4.3%  |
| 霹雳   | 281,688 | 12.3% | 293,300 | 12.2% |
| 槟城   | 153,472 | 10.4% | 166,000 | 10.6% |
| 玻璃市 | 2,745   | 1.2%  | 3,100   | 1.3%  |
| 沙巴   | 7,453   | 0.3%  | 12,200  | 0.5%  |
| 砂拉越 | 7,411   | 0.3%  | 7,900   | 0.3%  |
| 雪蘭莪 | 679,130 | 13.5% | 712,000 | 13.2% |
| 登嘉樓 | 2,397   | 0.2%  | 3,000   | 0.3%  |
| 吉隆坡 | 156,316 | 10.3% | 163,000 | 10.1% |
| 纳闽   | 641     | 0.9%  | 800     | 0.9%  |
| 布城   | 869     | 1.5%  | 900     | 1.0%  |

- ^Note A  非马来西亚公民不包括在数据内。
- ^Note B  人口数量取百位近似值。

### 民族及語言群
马来西亚印度人使用馬來語、英語，及其他印度語言，下表為截止2016年，马来西亚印度人的民族、語言組成。
| 民族         | 总人口  | 比例  |
| 坦米爾语     | 983,215 | 45.4% |
| 英语         | 889,914 | 41%   |
| 泰盧固语     | 148,236 | 6.8%  |
| 马拉雅拉姆语 | 113,901 | 5.3%  |
| 旁遮普       | 25,683  | 1.2%  |
| 印地语       | 7,000   | 0.3%  |

## 教育

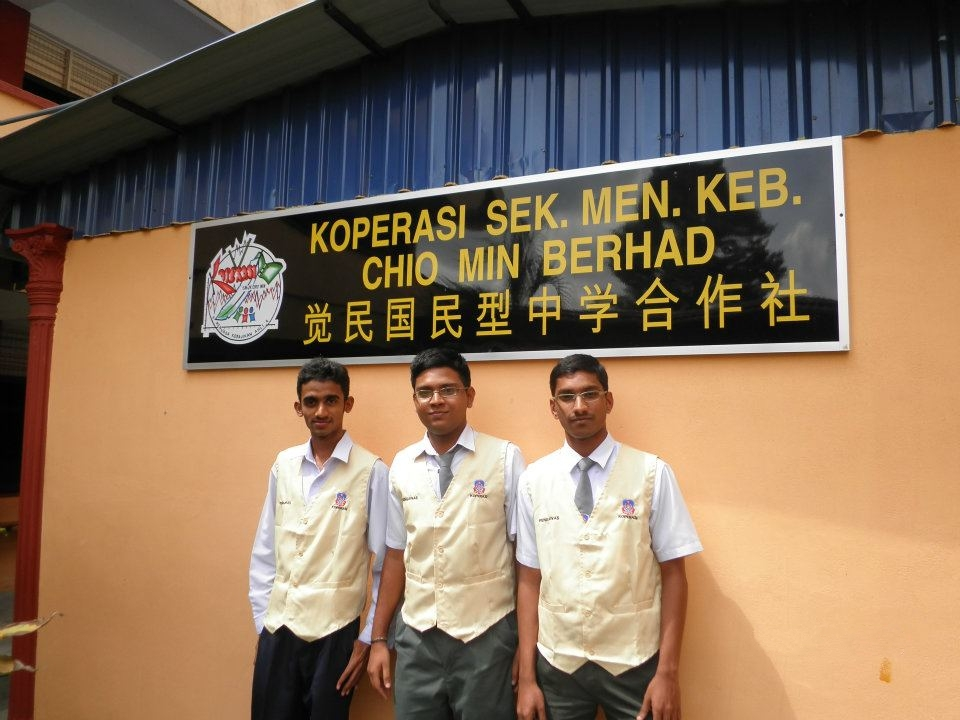
馬來西亞印度裔學生

馬來西亞印度人的經濟狀況不同，財富分配不均衡。雖然許多馬來西亞印度裔屬於工人階級的一部分，但也有大批受過良好教育的中產階級專業人士。在馬來西亞的醫療和法律領域中有許多印度裔，馬來西亞大部分英語教師也由印度裔擔任。傳統上，法律和醫學一直是印度裔的首選職業，儘管越來越多的年輕馬來西亞印度人正在嘗試進入其他領域，如工程，金融和創業。 Ananda Krishnan 和安東尼·弗朗西斯·費南德斯是馬來西亞著名的印度裔富豪。淡米爾小學由馬來西亞聯邦政府資助，使用坦米爾語作為教學語言，而馬來語和英語則為強制性教學科目。

## 政治
马来西亚印度国民大会党（MIC）是马来西亚历史最悠久，规模最大的印度政党，也是国民阵线的主要成员之一。
希望联盟的成员公正党（PKR）和民主行动党（DAP）为多元种族政党，拥有印度党员，在2018年马来西亚大选中，有16名印度人当选下议院议员，创史上最多印度人入选议会的记录。希盟執政期間，马来西亚印度社群曾有4名部长和1名副部长。
兴权会（Hindraf）成立于2007年，旨在解决对马来西亚印度人的种族歧视，同年在吉隆坡举行大规模的反政府集会后被禁止，目前是希望联盟的盟友。

## 傳媒與表演藝術

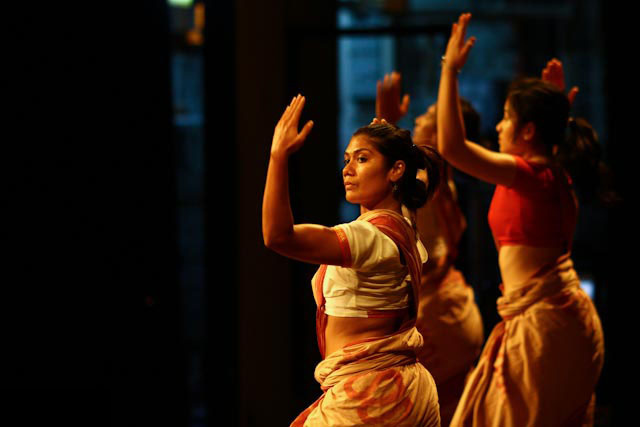
马来西亚的淡米尔古典舞

Astro衛星電視提供幾台淡米爾電視頻道。Astro Vaanavil和馬來西亞國有電視頻道RTM TV2都有淡米爾語的節目播出。印度傳媒在馬來西亞的頻道包含Sun TV、Jaya TV和ChuttiTV。Thanga Thirai為淡米爾電影頻道，馬來西亞印度社區是淡米爾電影業淡米爾電影業(可萊塢)取景的重要市場。馬來西亞印度人也為馬來西亞主流娛樂業做出了貢獻。印度淡米爾古典舞蹈婆羅多舞是淡米爾文化的重要特徵之一，在馬來西亞很受歡迎。Ramli Ibrahim和Mavin Khoo是兩位非印度裔馬來西亞人，他們兩位是世界知名的印度古典舞蹈婆羅多舞表演者。

## 料理

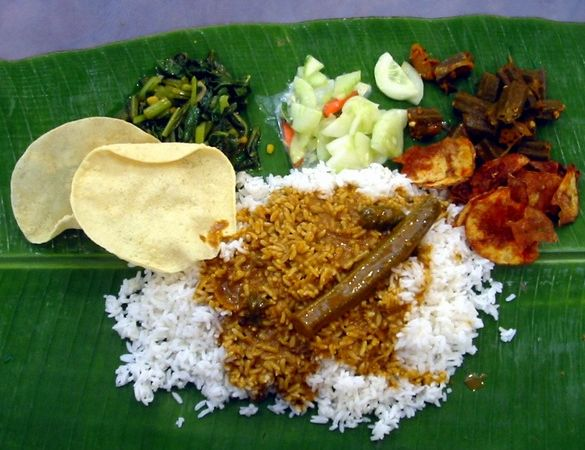
手抓蕉葉飯

印度文化對馬來西亞料理有深遠影響。對馬來西亞的傳統料理的馬來菜產生了強烈的影響，使咖哩在馬來西亞受到歡迎。印度料理餐館受到來自各種族文化和宗教背景的馬來西亞人好評。印度餐館已經成為馬來西亞人生活中的重要一環，也是觀看電視足球賽現場轉播的首選場所。
其中嘛嘛檔為印裔淡米爾裔穆斯林所經營的餐館。印度煎餅、扁擔飯、美極炒麵和鮮魚印式沙拉是馬來西亞獨有的印度料理。扁擔飯為淡米爾裔穆斯林餐館的獨特料理，其做法不外傳。由於馬來西亞印度人大多為來自南印度的坦米爾人，馬來西亞的印度菜主要為南印度料理，而不像英國和其他西方國家的印度菜傾向於北印度料理。然而一些北印度料理的菜餚如印度烤雞和饢在馬來西亞的印度餐館也很常見。在馬來西亞印度坦米爾裔家庭 ，阿榜糕為最常食用的早餐菜餚。印度餐館販售的羊肉（山羊肉）手抓蕉葉飯是非常受歡迎的，以羊肉作為主菜，並佐以各種（咖哩濃汁）醬料和蔬菜。

## 宗教
| 馬來西亞印度裔宗教信仰 | 馬來西亞印度裔宗教信仰 | 馬來西亞印度裔宗教信仰 | 馬來西亞印度裔宗教信仰 | 馬來西亞印度裔宗教信仰 |
| ---------------------- | ---------------------- | ---------------------- | ---------------------- | ---------------------- |
| 宗教                   | 宗教                   |                        | 百分比                 | 百分比                 |
| 印度教                 | 印度教                 |                        | 50.18%                 | 50.18%                 |
| 基督宗教               | 基督宗教               |                        | 5.99%                  | 5.99%                  |
| 伊斯蘭教               | 伊斯蘭教               |                        | 36.03%                 | 36.03%                 |
| 佛教                   | 佛教                   |                        | 1.70%                  | 1.70%                  |
| 其他宗教               | 其他宗教               |                        | 1.92%                  | 1.92%                  |
| 無宗教                 | 無宗教                 |                        | 0.05%                  | 0.05%                  |

槟州穆斯林联盟主席拿督纳兹慕丁在致词时指出，印裔穆斯林自1994年起便可申请成为土著，但近年来，许多申请却遭遇障碍。据统计，全国现有约110万名印裔穆斯林。
主要由坦米爾人組成的馬來西亞印度裔社群主要信仰印度教。印度教和佛教在公元前二世紀從印度次大陸傳播到馬來半島，出現了受印度文化影響的王國古吉打、三佛齊和朱羅王朝。早期的印度人通過婚姻和馬來世界的馬來人結合。後來印度教勢力衰弱消失，逐漸被伊斯蘭教所取代。印度教為最多坦米爾人信仰的宗教，由印度和斯里蘭卡移居馬來西亞的坦米爾人大部分信仰印度教。錫克教主要由旁遮普人所信仰。基督宗教由少數坦米爾人信仰。在馬來西亞，絕大多數印度裔基督徒屬於天主教、聖公會、衛理會、路德會和福音派。馬來人與坦米爾人的貿易早於伊斯蘭教創立時期（公元570-632年），或伊斯蘭教創立時期。印度尼西亞人和馬來人最初通過古吉拉特商人接觸到伊斯蘭教，並由藉由阿拉伯商人進一步發展。印度裔穆斯林社群大多數融入同樣信仰伊斯蘭教的馬來人社群中。印裔穆斯林和馬來人社群之間的同化和通婚比率相當高。在馬來西亞，坦米爾穆斯林經常被稱為“嘛嘛（馬來語：Mamak）”，而馬拉雅拉姆穆斯林被稱為“卡卡”或“馬拉巴爾人”。

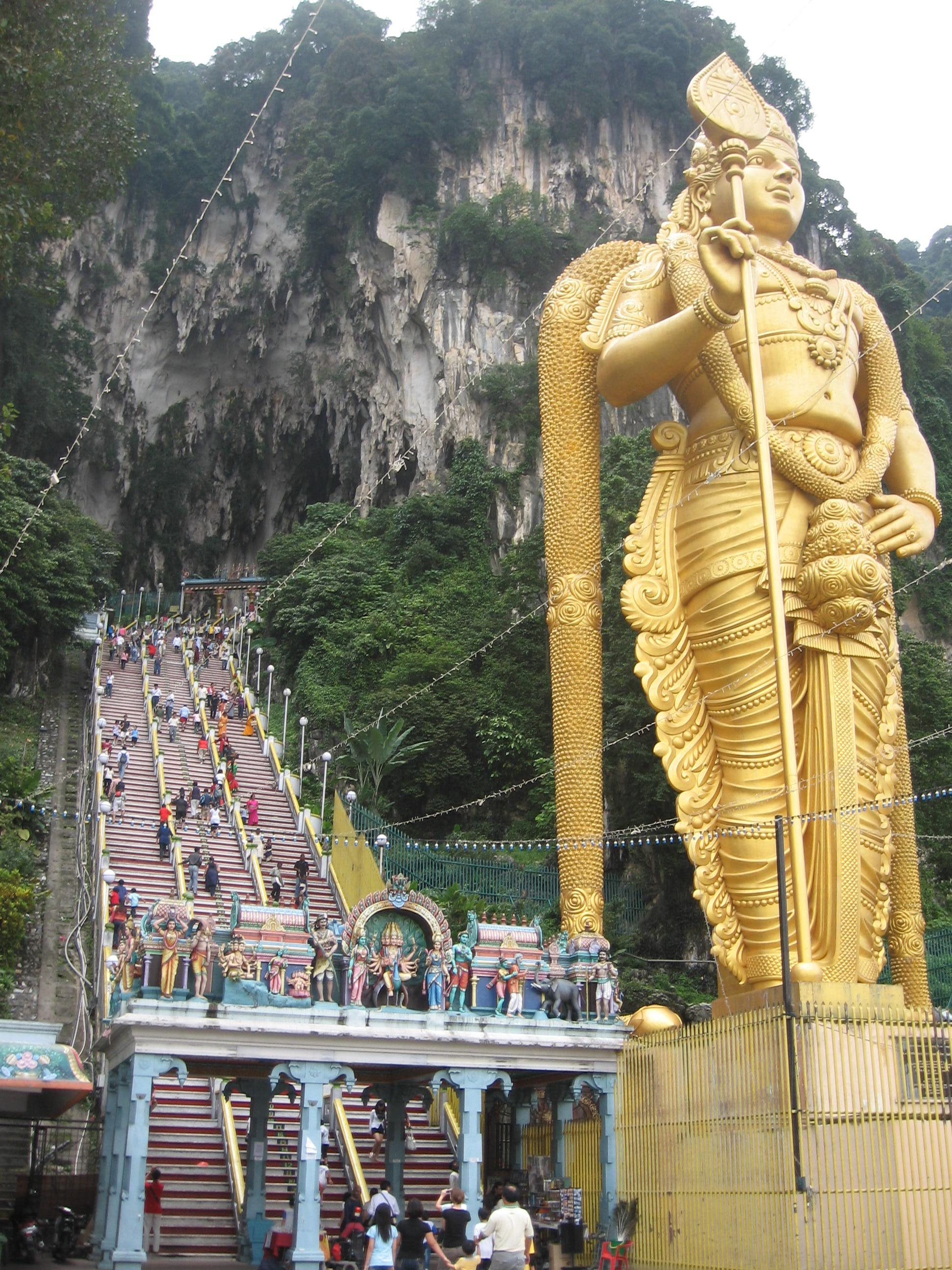
黑風洞
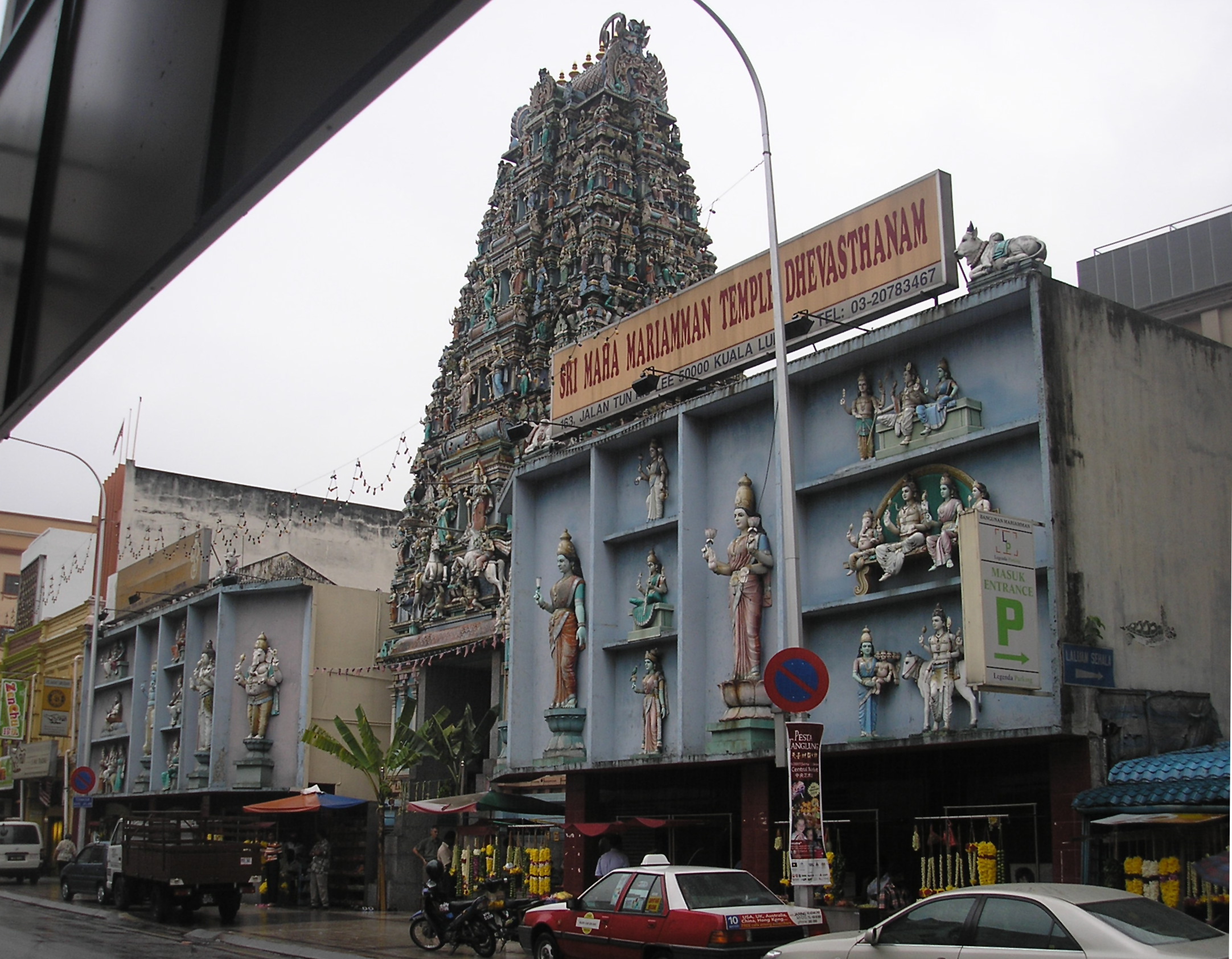
吉隆坡的馬里安曼興都廟
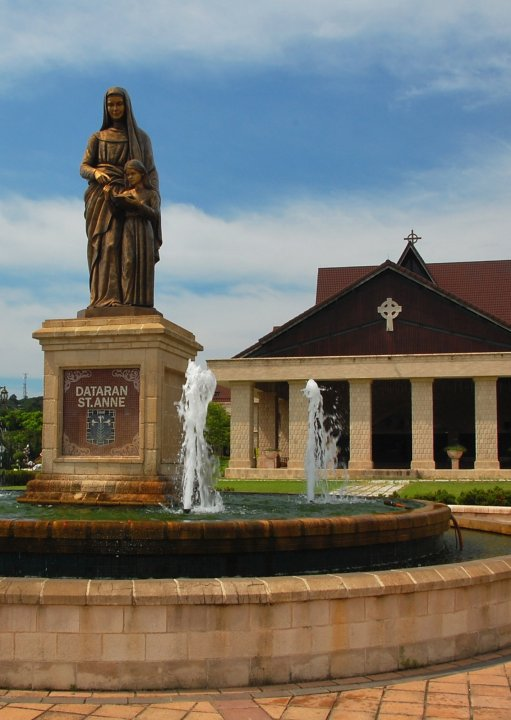
檳城威中縣大山腳大山腳聖安納教堂
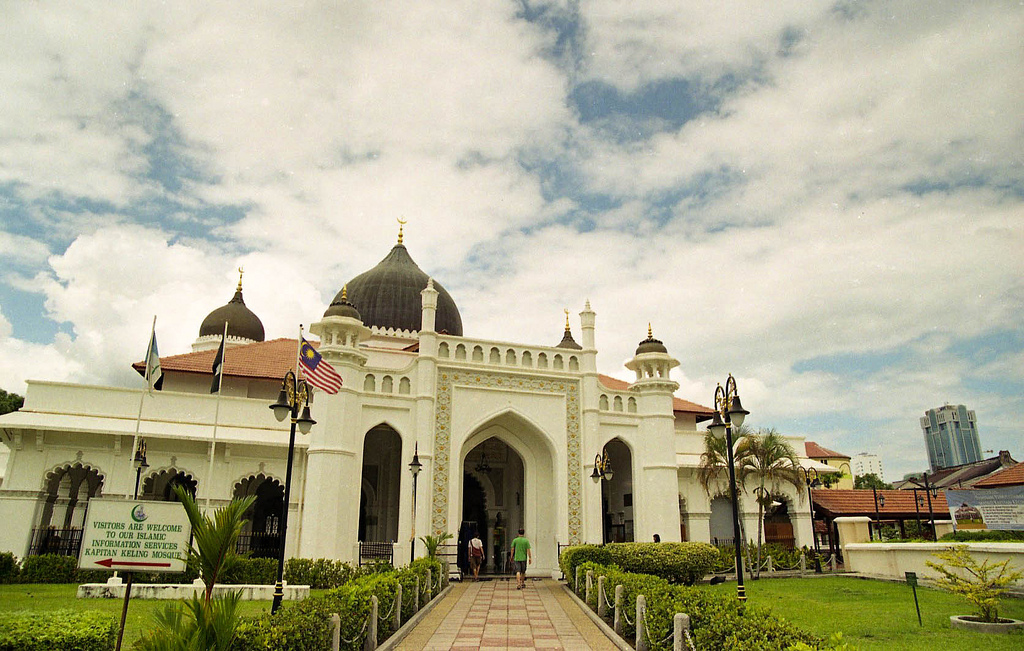
檳城喬治市甲必丹吉靈清真寺
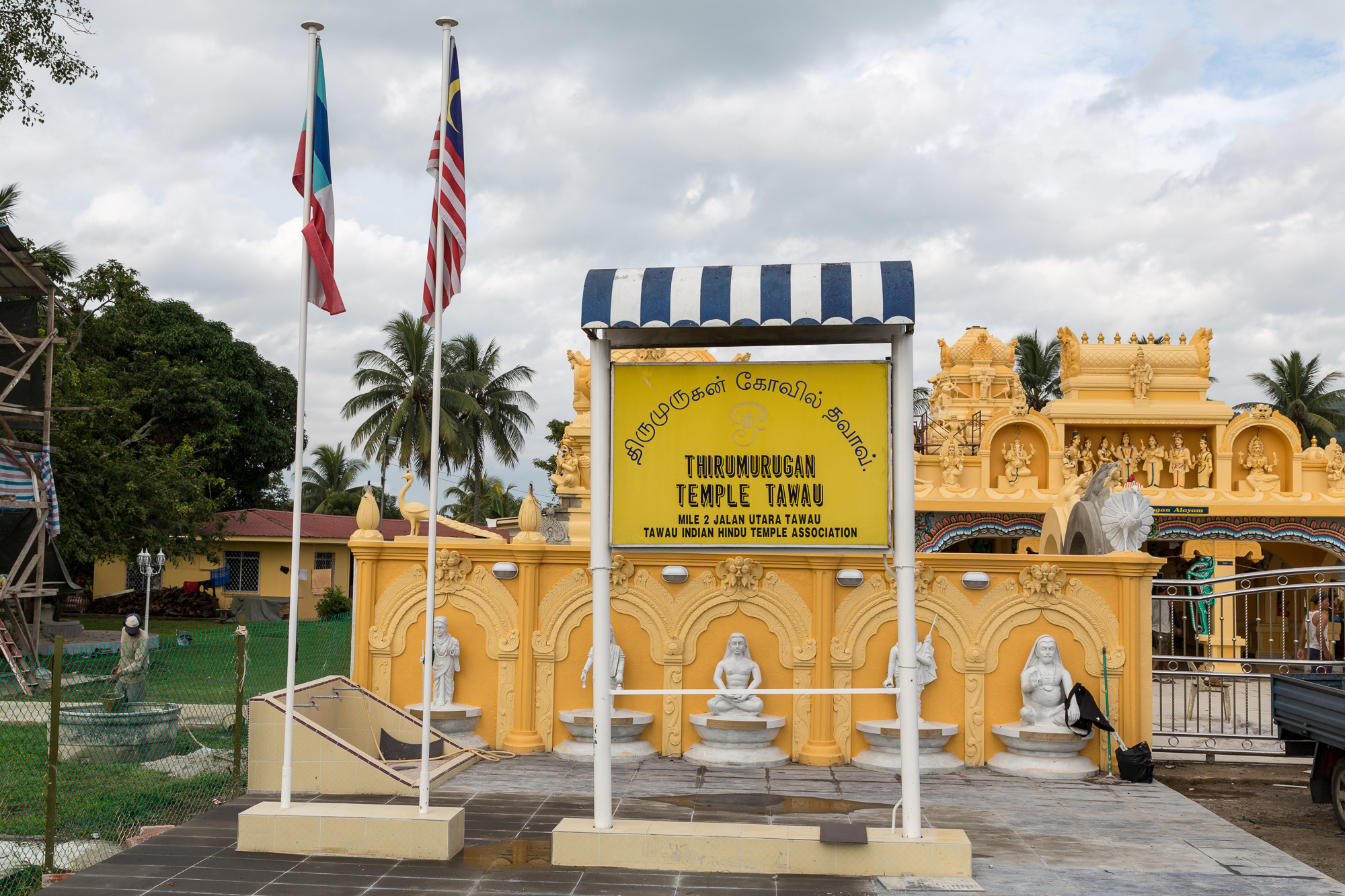
斗湖Thirumurugan 印度教寺廟

## 節慶

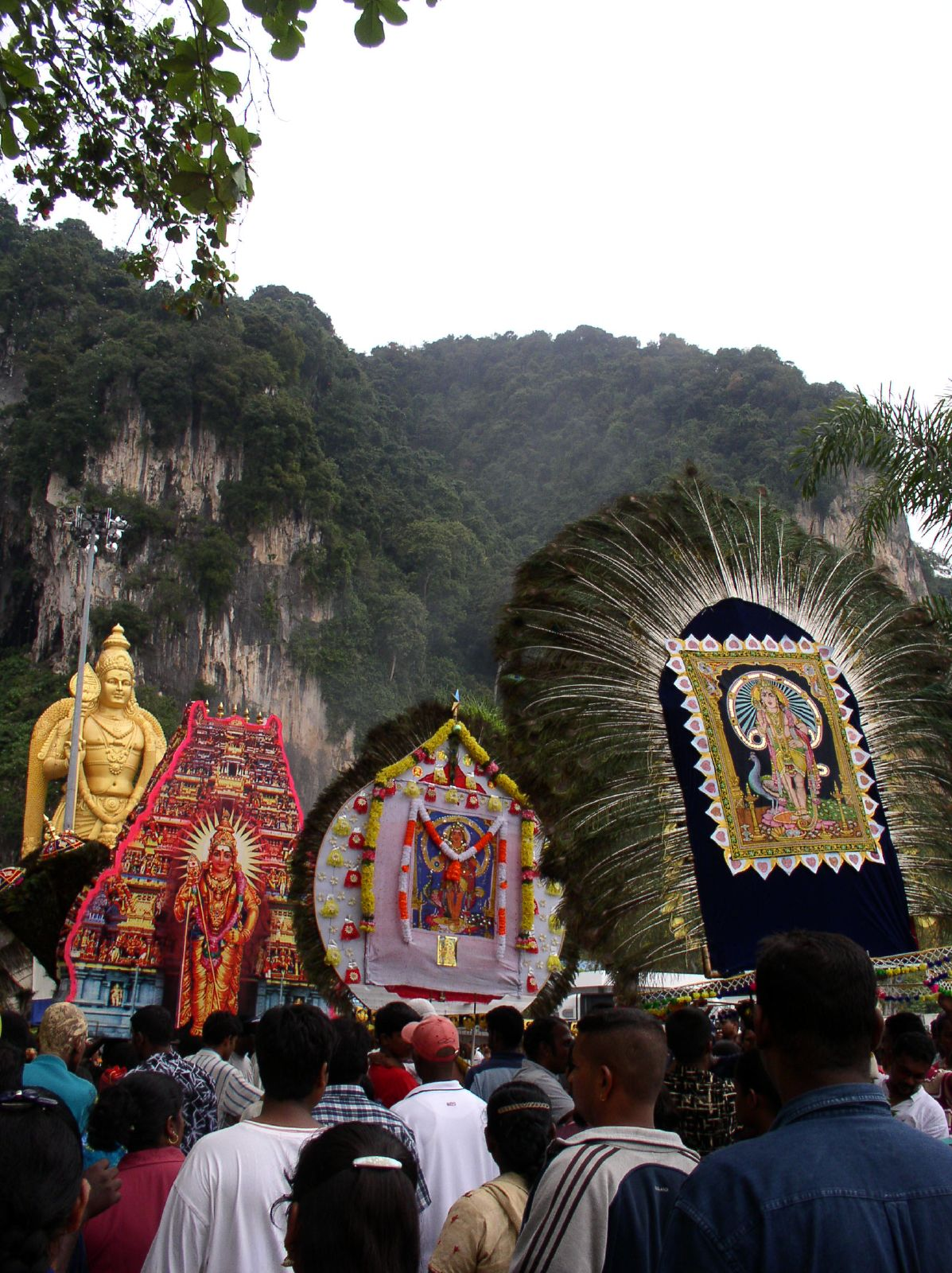
黑風洞的大寶森節慶祝活動

馬來西亞最大的印度節日之一是大寶森節，時間為淡米爾曆的「泰月」（第十個月）滿月時舉行，時間在公曆的一月或二月。在喬治市、怡保和吉隆坡的印度寺廟中以盛大的活動慶祝三天。排燈節，俗稱“光明節”，是印度裔社群所慶祝的另一個重要的印度教節日。馬來西亞印度基督徒慶祝基督宗教節日包含複活節、聖誕節和諸聖節（主要由公教基督徒慶祝）。印度穆斯林則會過齋戒月、開齋節和古爾邦節。

## 對馬來西亞文化的影響
現代馬來西亞文化以及傳統的馬來文化都可以看到印度文化的影響力。
印度文化的傳播通過以下例子來證明:
- 馬來民間傳說包含了印度文化影響力很強的神話人物，如飛天女神、迦樓羅和那加。
- 早期的馬來文學受到印度史詩影響，如摩訶婆羅多和羅摩衍那。
- 哇揚皮影偶戲 古典舞蹈戲劇故事從摩訶婆羅多和羅摩衍那取材。

## 海外移民
在澳大利亞的海外領土聖誕島有來自馬來西亞的印度裔移民社群，他們通常歸類為印度裔澳大利亞人，並和同樣來自馬來西亞的華人和馬來人及歐裔澳大利亞人聚居在一起。

## 未來挑战
虽然马来西亚印度人的平均收入超过马来西亚人的平均收入，但仍有大部分贫困人口，其中40％的印度裔据称仍然处于所得最低层。尽管其贫困人口有所需求，也不得享有为土著保留的特权和扶佐计划。印度社会所面临的另一个挑战是由于伊斯兰教日益提升，印度人和马来人之间发生的宗教冲突，例如2001年的甘榜棉兰骚乱，以及2007年兴权会对种族歧视和寺庙拆除的集体抗议活动。这些因素一部分导致许多高技能的马来西亚印度人移居海外，2017年的调查发现42％完成中学或大学教育的印度裔想要移民。

## 延伸閱讀
- "Tragic Orphans: Indians in Malaysia" by Carl Vadivella Belle, Publisher: Institute of Southeast Asian Studies, ISBN 978-981-4519-03-8